# Licenza ISC
La licenza ISC è stata scritta dal Internet Systems Consortium (ISC) ed è funzionalmente equivalente ad una licenza BSD a 2 clausole, ma semplificata rimuovendo il testo "reso inutile dalla convenzione di Berna".
Usata inizialmente per le release software interne di ISC, è ora diventata la licenza prescelta da molti progetti, tra cui OpenBSD.

## Storia
BIND, sviluppato dallo stesso Internet Service Consortium, in origine fu pubblicato con questa licenza. Dalla versione 9, nel 2016, BIND ha poi adottato la Mozilla Public License versione 2. Quest'ultima licenza è stata scelta perché più copyleft.
Prima di accettare la licenza come licenza libera, la Free Software Foundation (FSF) ha richiesto una chiarificazione del testo. L'effetto è che nel luglio 2007 la prima istanza della parola and (e) è stata cambiata in and/or (e/o).

## Testo
Questo è il template della licenza:
Permission to use, copy, modify, and/or distribute this software for any

purpose with or without fee is hereby granted, provided that the above

copyright notice and this permission notice appear in all copies.
THE SOFTWARE IS PROVIDED "AS IS" AND THE AUTHOR DISCLAIMS ALL WARRANTIES

WITH REGARD TO THIS SOFTWARE INCLUDING ALL IMPLIED WARRANTIES OF

MERCHANTABILITY AND FITNESS. IN NO EVENT SHALL THE AUTHOR BE LIABLE FOR

ANY SPECIAL, DIRECT, INDIRECT, OR CONSEQUENTIAL DAMAGES OR ANY DAMAGES

WHATSOEVER RESULTING FROM LOSS OF USE, DATA OR PROFITS, WHETHER IN AN

ACTION OF CONTRACT, NEGLIGENCE OR OTHER TORTIOUS ACTION, ARISING OUT OF

OR IN CONNECTION WITH THE USE OR PERFORMANCE OF THIS SOFTWARE.»